# Departamento de Trujillo
El Departamento Libre de Trujillo fue un Antiguo departamento del Perú que existió desde la Independencia del Perú hasta la creación de los demás departamentos.

## Independencia

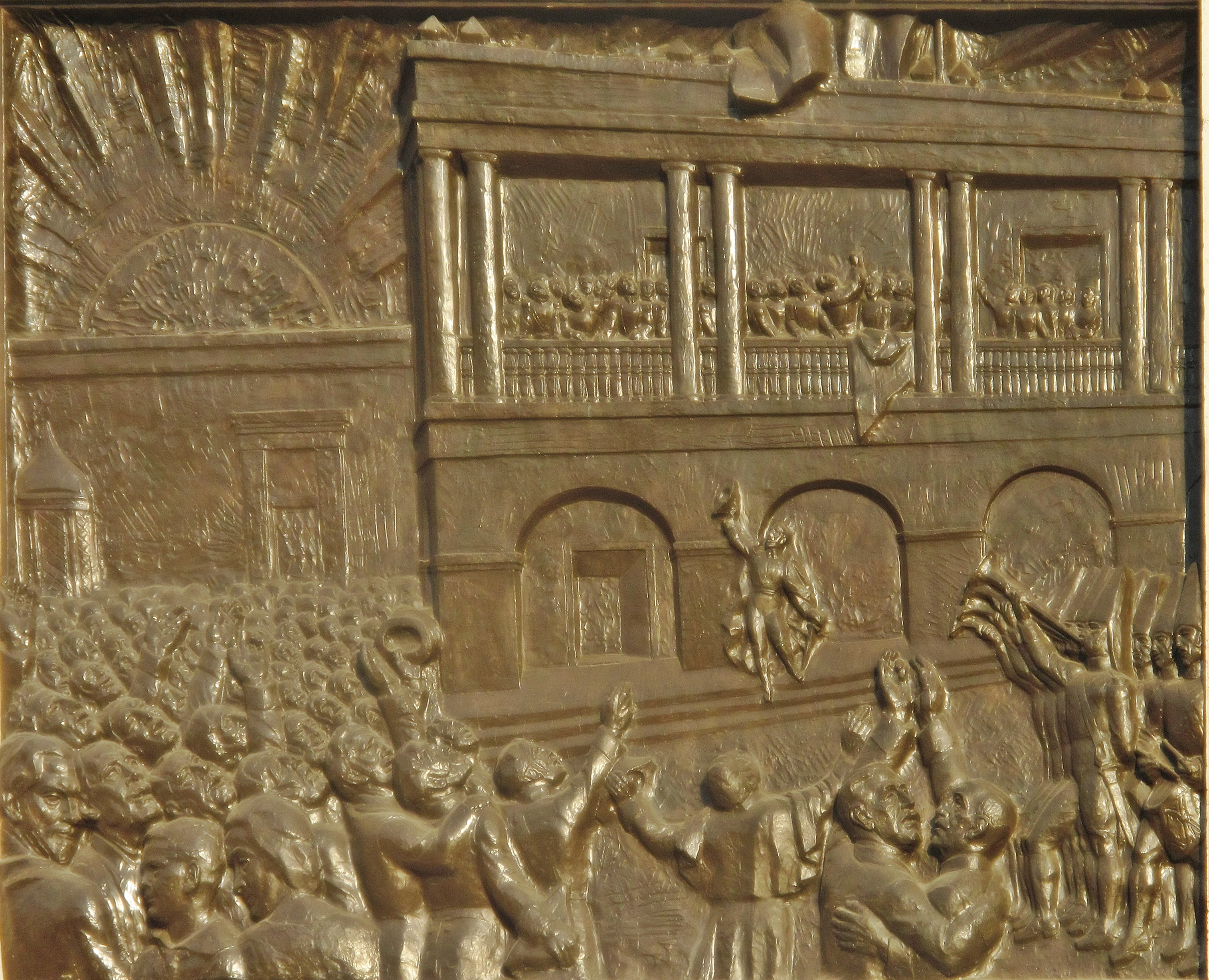
Placa en el Monumento a la Libertad recordando la proclamación de la Independencia de Trujillo por el Marqués de Torre Tagle.

Luego del desembarco del general José de San Martín en Paracas en septiembre de 1820, el intendente de Trujillo, José Bernardo de Torre Tagle encabezó un movimiento independentista que culminó con la declaración de la independencia el 29 de diciembre de 1820.
El 12 de febrero de 1821 José de San Martín dictó un Reglamento Provisional, disponiendo la creación del Departamento de Trujillo:

1. El territorio que actualmente se halla bajo la protección del ejército libertador, se dividirá en cuatro departamentos, comprehendidos en estos términos: los partidos del Cercado de Trujillo, Lambayeque, Piura, Cajamarca, Huamachuco, Pataz, y Chachapoyas, forman el Departamento de Trujillo con las doctrinas de su dependencia: (...)

2. En cada sección de estas, habrá un presidente de departamento: la residencia de los dos primeros, será en Trujillo, y Tarma; la del tercero en Huaráz, y la del cuarto en Huaura.

## División administrativa

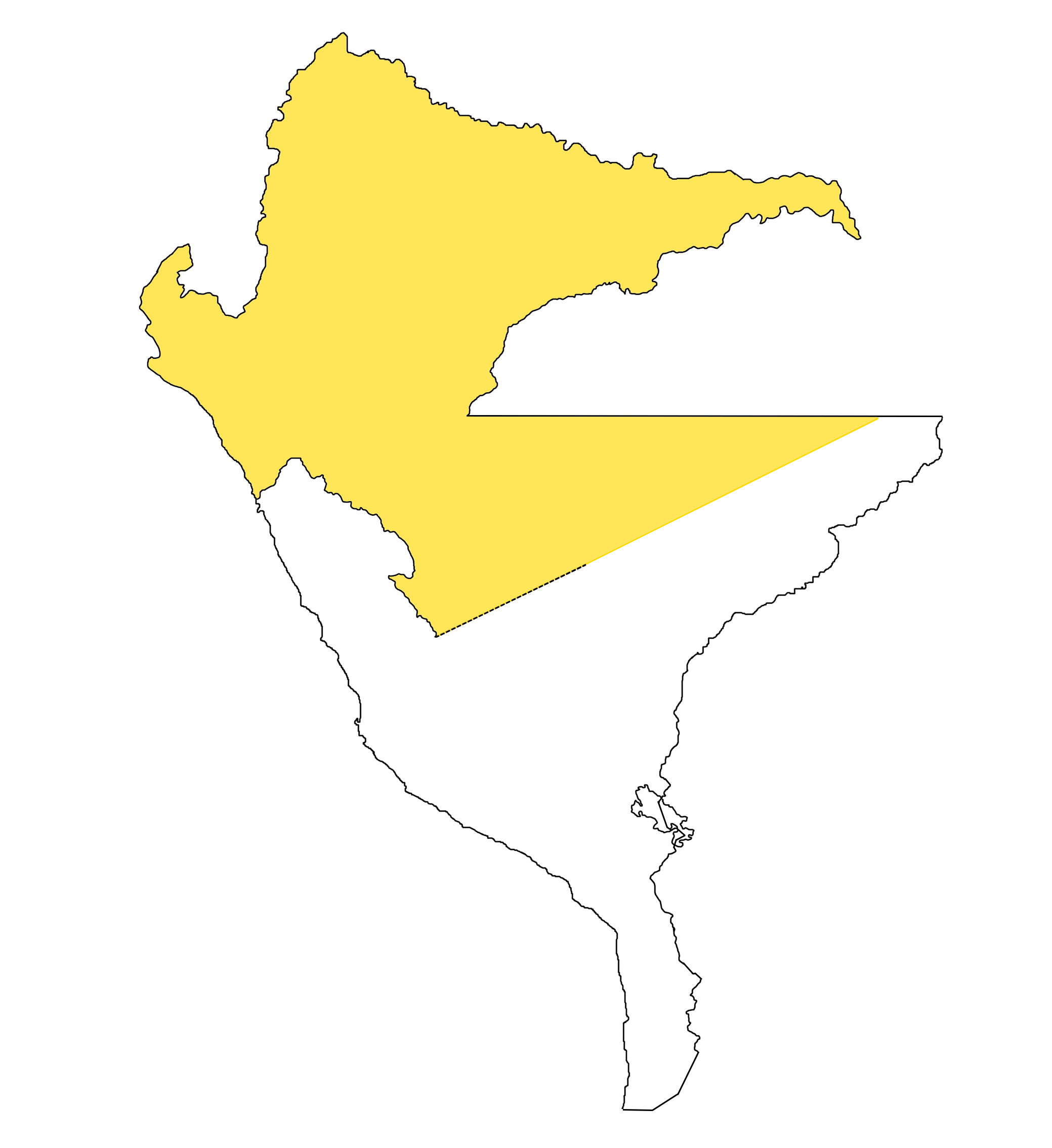

Los 8 departamentos libres del Protectorado Peruano se dividieron en 55 provincias. La distribución por departamento era la siguiente: Lima 9 provincias, Trujillo 7, Arequipa 8, Tarma 3, Huamanga 7, Cuzco 11, Huaylas 5 y Puno 4.
| Provincia   | Capital                 |
| ----------- | ----------------------- |
| Trujillo    | Trujillo                |
| Piura       | San Miguel de Piura     |
| Cajamarca   | Cajamarca               |
| Chachapoyas | San Juan de la Frontera |
| Chiclayo    | Saña                    |
| Pataz       | Pataz                   |
| Huamachuco  | Huamachuco              |